# Tractat de Niako
El tractat de Niako fou un acord entre Samori Turé de Wassulu i França, per mitjà del govern del Territori de l'Alt Senegal, que es va signar el 13 de gener de 1889.
Des de la seva arribada (octubre de 1888) Archinard mantenia converses amb Samori el qual estava sent atacat pel rei Tieba de Sikasso (finançat de fet pels francesos). Samori havia enviat el gener de 1889 una ambaixada amb regals al comandant francès de Siguiri; l'ambaixada demanava la cessió de tiradors a canvi de la renúncia a la riba esquerra del Níger. Archinard va acceptar les propostes i va enviar al capita Bonnardot que va signar amb l'almamy el tractat de Niako (13 de febrer de 1889) que cedia a França tots els territoris a l'esquerra del Níger fins a les fonts d'aquest riu. Entre els estats cedit estaven Kouloukalan, Baleya i Amana, que encara que ja havien acceptat el protectorat ara passaven a la plena sobirania francesa; algunes reserves es van mantenir sobre Oulada, que no estava sota sobirania de Samori, del qual només era aliat.
Archinard va voler llavors buscar l'aliança de Samori i seguint instruccions del Secretari d'Estats de les Colònies, va ordenar al comandant de Siguiri d'abstenir-se de tota activitat hostil contra l'almamy a la riba dreta del Níger; a més va enviar alguns regals a Samori i el va citar a Siguiri el 28 de març. Archinard estava acantonat a Kita amb les forces que havien conquerit Koundian el 18 de febrer de 1889, i d'allí va sortir cap a Siguiri amb 40 spahis i 40 tiradors arribant a Siguiri el 28 de març. Samori no es va presentar però va enviar un delegat que va oferir un regal en or i va demanar ajuts en homes. No va rebre resposta i no va tardar en contactar amb els britànics de Sierra Leone. Archinard li va escriure i el va acusar de mala fe. Després va atacar Dougoura o Dourgoura, una fortalesa a l'esquerra del Níger que encara restava en mans dels sofes, que fou destruïda. Archinard va construir llavors un fort a Kouroussa.
El 28 de maig Archinard va arribar a Koundou on va rebre el tractat de Niako que Samori li retornava; no va voler trencar encara les converses i va enviar a Samori una carta en què li donava a escollir entre pau o guerra i en cas de persistir en el refús del tractat de 13 de febrer la guerra li seria declarada i els francesos donarien suport al rei Tieba de Sikasso. El 30 de maig va arribar a Kayes i va intentar una darrera negociació sense èxit, perquè Samori ja havia entrat en contacte amb Ahmadou Tall de Ségou i el seu fill Madani. Archinard llavors va declarar enemic a Samori i va reforçar les guarnicions de Kangaba i Siguiri mentre un escamot de 40 tiradors va rebre ordre de patrullar constantment entre Bamako i Kangaba i un altre entre Siguiri i Kouroussa; a més les poblacions del Ouassoulou i el rei Tieba foren altre cop contactats per lluitar contra els sofes.